# Mosén

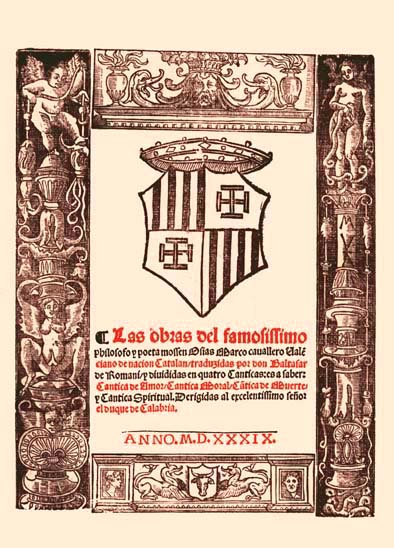
Portada de la traducción de la obra de Ausiàs March. Se observa el uso del tratamiento de «mosén» para referirse a un caballero: «Las obras del famosíssimo philosofo y poeta mossen Osias Marco caballero Valenciano de nación Catalán traduzidas por don Baltasar de Romaní» editada el 1539.

Mosén (en catalán, mossèn; en aragonés, mosén), abreviado como Mn., fue un tratamiento protocolario que se usaba en la Corona de Aragón desde la Edad Media, derivado del latín meus senior ('mi señor') y equivalente a monsieur, monsignore, monseñor, etc. Se anteponía al nombre de caballeros (a menudo precedido del título Magnífic), a los Ciudadanos honrados (precedido a menudo del título de Honorable o Discret) y a otros miembros de la Mà major ('mano mayor'), el tercer estamento superior después de nobles y curas. Posteriormente se permitió su uso al resto de personas destacadas de la sociedad, a excepción de los médicos y los abogados, a los cuales se les daba el tratamiento de Misser (la misma palabra misser ha pasado a significar 'abogado' en catalán). En aragonés, la palabra mosén ha pasado a significar 'sacerdote'.
A partir del siglo XVI, y de manera esporádica, también se observa que se les daba este tratamiento a los mercaderes y a otras personas de la clase media.
En la actualidad, este título se ha perdido en general excepto en el ámbito eclesiástico de Aragón, Cataluña, la Comunidad Valenciana y las Islas Baleares por lo que a veces se aplica a sacerdotes y diáconos católicos.